# Hrabstwo Covington (Alabama)

Piramida wieku hrabstwa

Hrabstwo Covington – hrabstwo w stanie Alabama w USA. Populacja liczy 37 765 mieszkańców (stan według spisu z 2010 roku).
Powierzchnia hrabstwa to 2704 km². Gęstość zaludnienia wynosi 14 osób/km².

## Miasta
- Andalusia
- Opp
- Sanford
- Babbie
- Carolina
- Florala
- Gantt
- Heath
- Horn Hill
- Libertyville
- Lockhart
- Onycha
- Red Level
- River Falls